# Ȕ
Ȕ (gemen: ȕ) är den latinska bokstaven U med en dubbel grav accent. Ȕ används när serbiska, kroatiska och slovenska skrivs fonetiskt för att indikera ett U med en kort fallande ton.